# قرن قاسد (صباح)

تعديل مصدري - تعديل

قرن قاسد هي إحدى قرى عزلة صباح بمديرية صباح التابعة لمحافظة البيضاء، بلغ تعداد سكانها 1808 نسمة حسب تعداد اليمن لعام 2004.